# Liste nicht gebürtiger Hannoveraner
Die Liste nicht gebürtiger Hannoveraner führt Personen auf, die einen besonderen Bezug zu Hannover haben, ohne dort geboren zu sein.

## Tabelle
| Name                                                 | geb. | in                               | gest. | in                   | Beruf / Bemerkungen |
| ---------------------------------------------------- | ---- | -------------------------------- | ----- | -------------------- | --- |
| Cord Broyhan                                         | 0?   | Gronau                           | 1570  | Hannover             | Brauer; erfand 1526 das nach ihm benannte Bier |
| Andreas Crappius                                     | 1542 | Lüneburg                         | 1623  | Hannover             | Komponist, seit 1568 Kantor der Marktkirche |
| Georg von Braunschweig und Lüneburg-Calenberg        | 1582 | Celle                            | 1641  | Hildesheim           | Fürst von Calenberg; wählte 1636 Hannover zur Residenz |
| Heinrich Schütz                                      | 1585 | Köstritz                         | 1672  | Dresden              | Komponist, musikalischer Ratgeber am Fürstenhof in Hannover |
| Christian Ludwig Herzog zu Braunschweig-Lüneburg     | 1622 | Herzberg am Harz                 | 1665  | Celle                | Fürst von Calenberg |
| Valerio Maccioni                                     | 1622 | San Marino                       | 1676  | Hannover             | römisch-katholischer Bischof, Apostolischer Vikar der Norddeutschen Missionen in Hannover |
| Georg Wilhelm Herzog zu Braunschweig-Lüneburg        | 1624 | Schloss Herzberg                 | 1705  | Kloster Wienhausen   | Fürst von Calenberg |
| Johann Friedrich Herzog zu Braunschweig und Lüneburg | 1625 | Schloss Herzberg                 | 1679  | Augsburg             | Fürst von Calenberg, machte Herrenhausen zu seiner Sommerresidenz und holte Leibniz nach Hannover |
| Ludolf Hugo                                          | 1632 | Rehburg                          | 1704  | Hannover             | Vizekanzler |
| Gerhard Wolter Molanus                               | 1633 | Hameln                           | 1722  | Hannover             | Theologe, Abt des Klosters Loccum |
| Leffmann Behrens                                     | 1634 | Bockum                           | 1714  | Hannover             | Hoffaktor der hannoverschen Herzöge |
| Gottfried Wilhelm Leibniz                            | 1646 | Leipzig                          | 1716  | Hannover             | Philosoph und Universalgelehrter |
| Louis Rémy de la Fosse                               | 1659 | Frankreich                       | 1726  | Darmstadt            | Architekt, ab 1706 erster Architekten am Hof Georg Ludwigs in Hannover |
| Johann Georg von Eckhart                             | 1674 | Duingen                          | 1730  | Würzburg             | Historiker, Mitarbeiter von Leibniz und Bibliothekar der späteren Gottfried-Wilhelm-Leibniz-Bibliothek |
| Johann Friedrich Hodann                              | 1674 | Wedtlenstedt                     | 1745  | Winsen (Luhe)        | Theologe und Pädagoge, Mitarbeiter von Gottfried Wilhelm Leibniz; wirkte von 1702 bis 1714 in Hannover |
| Georg Friedrich Händel                               | 1685 | Halle (Saale)                    | 1759  | London               | Komponist, 1710 Hofkapellmeister bei Kurfürst Georg Ludwig in Hannover |
| August Rudolph Jesaias Bünemann                      | 1716 | Minden                           | 1774  | Hannover             | Jurist und Schriftsteller, ab 1739 Anwalt in Hannover, später Primus unter den Anwälten, Hofpfalzgraf |
| Johann Georg Zimmermann                              | 1728 | Brugg                            | 1795  | Hannover             | Königlich britischer Leibarzt, wirkte seit 1768 in Hannover |
| Johann Georg Ziesenis der Jüngere                    | 1716 | Kopenhagen                       | 1776  | Hannover             | Hofmaler, ab 1760 in Hannover |
| Jakob Friedrich Ehrhart                              | 1742 | Holderbank AG                    | 1795  | Hannover             | Hofbotaniker, seit 1780 in Hannover, Leiter der Herrenhäuser Gärten |
| Ludwig Christoph Heinrich Hölty                      | 1748 | Mariensee                        | 1776  | Hannover             | Dichter |
| Charlotte Kestner                                    | 1753 | Wetzlar                          | 1828  | Hannover             | Vorbild der Lotte in Goethes Die Leiden des jungen Werthers |
| Johann Christoph Wendland                            | 1755 | Landau im Elsass                 | 1828  | Herrenhausen         | Botaniker und Hofgärtner der Herrenhäuser Gärten |
| Karl Philipp Moritz                                  | 1756 | Hameln                           | 1793  | Berlin               | Schriftsteller; besuchte ab 1771 das Gymnasium in Hannover |
| Carl von Alten                                       | 1764 | Burgwedel                        | 1840  | Bozen                | General der hannoverschen Armee (Schlacht bei Waterloo) |
| Johann Stieglitz                                     | 1767 | Arolsen                          | 1840  | Hannover             | Arzt, wirkte ab 1789 in Hannover |
| Philipp Heinrich Friedrich Sievers                   | 1775 | Dannenberg (Elbe)                | 1851  | Hannover             | evangelischer Geistlicher, wirkte ab 1805 in Hannover |
| Georg Ludwig Friedrich Laves                         | 1788 | Uslar                            | 1864  | Hannover             | Architekt, Stadtplaner, Bauingenieur; beeinflusste maßgeblich die Stadtentwicklung Hannovers |
| Philipp Paul Theodor Dürr                            | 1793 | Hann. Münden                     | 1875  | Hannover             | Badearzt von Limmern, Hofmedicus, Gründer des Unterstützungsvereins für Wittwen und Waisen von Aerzten aus dem Königreiche Hannover sowie der Theodor Dürr’schen Stiftung, Mitgründer des Ärztlichen Vereins Hannover; Verfasser meteorologischer Beiträge für die Hannoversche Zeitung |
| Heinrich Marschner                                   | 1795 | Zittau                           | 1861  | Hannover             | Komponist; ab 1831 Leiter der Hofkapelle Hannover |
| Karl August Devrient                                 | 1797 | Berlin                           | 1872  | Lauterberg im Harz   | Schauspieler, 1839–72 am Hoftheater |
| Hermann Wilhelm Bödeker                              | 1799 | Osnabrück                        | 1875  | Hannover             | Ev. Theologe, seit 1839 erster Pastor der Marktkirche, Ehrenbürger Hannover seit 1848 |
| August Wilhelm Papen                                 | 1799 | Pyrmont                          | 1858  | Goslar               | Militäringenieur, Geodät und Kartograf; erstellte zwischen 1832 und 1847 den Topographischen Atlas des Königreichs Hannover und des Herzogtums Braunschweig |
| Heinrich August Wilhelm Meyer                        | 1800 | Gotha                            | 1873  | Hannover             | Superintendenten und Pastor primarius an der Neustädter Hof- und Stadtkirche St. Johannis und Oberkonsistorialrat |
| Karl Karmarsch                                       | 1803 | Wien                             | 1879  | Hannover             | Technologe, erster Direktor der Polytechnischen Schule |
| Rudolf Wiegmann                                      | 1804 | Adensen                          | 1865  | Düsseldorf           | Architekt |
| Joseph Gauß                                          | 1806 | Braunschweig                     | 1873  | Hannover             | Artillerieoffizier, Geodät und Oberbaurat der Königlich Hannöverschen Staatseisenbahnen; Sohn des Mathematikers Carl Friedrich Gauß; beeinflusste maßgeblich den Ausbau des Hannoverschen Schienennetzes                                                                                |
| Günther Nicol                                        | 1806 | Göttingen                        | 1858  | Hannover             | Dichter und Jurist in Hannover |
| Gustav Zimmermann                                    | 1808 | Gotha                            | 1874  | Hannover             | Politiker und Publizist |
| Heinrich Kirchweger                                  | 1809 | Stettin                          | 1899  | Hannover             | Eisenbahningenieur |
| Heinrich Christian Burckhardt                        | 1811 | Adelebsen                        | 1879  | Hannover             | Forstwissenschaftler |
| Ludwig Windthorst                                    | 1812 | Ostercappeln                     | 1891  | Berlin               | Politiker (Zentrum), Minister |
| Hermann Hunaeus                                      | 1812 | Clausthal                        | 1893  | Bad Lauterberg       | Architekt, seit 1835 Baumeister in Hannover |
| Wilhelm Engelhard                                    | 1813 | Grünhagen                        | 1902  | Hannover             | Bildhauer |
| Conrad Wilhelm Hase                                  | 1818 | Einbeck                          | 1902  | Hannover             | Baumeister (Christuskirche, Künstlerhaus, Marienburg) |
| Franz Wilhelm Metz                                   | 1817 | Leipzig                          | 1901  | Hannover             | Schriftsetzer, Turnvater |
| Christian Heinrich Tramm                             | 1819 | Harburg                          | 1861  | Hannover             | Architekt, Vater von Heinrich Tramm |
| Friedrich Kaulbach                                   | 1822 | Bad Arolsen                      | 1903  | Hannover             | Hofmaler, seit 1856 in Hannover |
| Carl Dopmeyer                                        | 1824 | Springe                          | 1899  | Hannover             | Bildhauer |
| Karl Heinrich Ulrichs                                | 1825 | Westerfeld, heute Aurich         | 1895  | L’Aquila             | Jurist und Vorkämpfer der Homosexuellen-Bewegung |
| Louis Kugelmann                                      | 1828 | Lemförde                         | 1902  | Hannover             | Arzt und Sozialdemokrat, Freund von Karl Marx (Briefe an Kugelmann) |
| Albert von Rauch                                     | 1829 | Berlin                           | 1901  | Berlin               | General der Infanterie und Kommandeur der 12. Division |
| Joseph Joachim                                       | 1831 | Kittsee                          | 1907  | Berlin               | Violinist, Dirigent und Komponist, 1852–66 königlicher Konzertmeister in Hannover |
| Edwin Oppler                                         | 1831 | Oels                             | 1880  | Hannover             | Architekt |
| Wilhelm Busch                                        | 1832 | Wiedensahl                       | 1908  | Mechtshausen         | Dichter, studierte 1847–1851 Maschinenbau am Polytechnikum Hannover |
| Alfred von Waldersee                                 | 1832 | Potsdam                          | 1904  | Hannover             | Generalfeldmarschall |
| Hubert Stier                                         | 1838 | Berlin                           | 1907  | Hannover             | Architekt, entwarf 1876 den hannoverschen Hauptbahnhof |
| Ferdinand Wallbrecht                                 | 1841 | Elze                             | 1905  | Hannover             | Architekt, Bauunternehmer, Politiker |
| Leopold Auer                                         | 1845 | Veszprém                         | 1930  | Loschwitz            | Violinist, Violinpädagoge, studierte mit Joseph Joachim in Hannover |
| Paul Rowald                                          | 1850 | Grabow                           | 1920  | Hannover             | Architekt, ab 1887 in Hannover |
| August Carl Thiele                                   | 1852 | Hanau                            | 1912  | Hannover             | Konteradmiral, gestorben in Hannover |
| Siegmund Seligmann                                   | 1853 | Verden (Aller)                   | 1925  | Hannover             | Direktor der Continental AG |
| Ernst Voges                                          | 1854 | Heisede                          | 1932  | Hannover             | Privatgelehrter und Schriftsteller |
| August Madsack                                       | 1856 | Hirschfeld (Lkr. Preuß. Holland) | 1933  | Hannover             | Verleger |
| Julius Trip                                          | 1857 | Wermelskirchen                   | 1907  | Hannover             | Gartenarchitekt (Maschpark, Stadtfriedhof Stöcken) |
| Hugo Haase                                           | 1857 | Winsen (Luhe)                    | 1933  | Hannover             | Ingenieur, Schöpfer des modernen Karussells, der Achterbahn und vieler anderer Konstruktionen, ab 1909 in Hannover |
| Hermann Schaedtler                                   | 1857 | Benthe                           | 1931  | Hannover             | Architekt |
| Carl Wolff                                           | 1860 | Elberfeld                        | 1929  | München              | Architekt, 1898 Baurat bei der Provinzialverwaltung, 1902–14 Stadtbaurat von Hannover |
| Otto Lüer                                            | 1865 | Bruchhausen                      | 1947  | Bad Pyrmont          | Architekt, 1883–1888 Studium an der Technischen Hochschule, dann bis 1932 Architekt in Hannover |
| Wilhelm Maxen                                        | 1867 | Hildesheim                       | 1946  | Schellerten-Dingelbe | Pfarrer, Politiker (Zentrum), ab 1895 in Hannover |
| Georg Capellen                                       | 1869 | Salzuflen                        | 1934  | Hannover             | Komponist und Musikwissenschaftler, ab 1914 in Hannover |
| Wilhelm von Debschitz                                | 1871 | Görlitz                          | 1948  | Lüneburg             | Maler, 1914–21 Direktor der Kunstgewerbe- und Handwerkerschule Hannover |
| Robert Leinert                                       | 1873 | Striesen                         | 1940  | Hannover             | Politiker (SPD), Oberbürgermeister (1918–24) |
| Ludwig Vierthaler                                    | 1875 | München                          | 1967  | Hannover             | Bildhauer, ab 1915 in Hannover |
| Friedrich Hehr                                       | 1879 | Korb                             | 1952  | Hannover             | Scharfrichter in der Zeit des Nationalsozialismus, ab 1937 in Hannover |
| Karl Elkart                                          | 1880 | Altshausen                       | 1959  | Hannover             | Architekt, Stadtbaurat (1925–1945), Honorarprofessor an der Technischen Hochschule |
| Albrecht Schaeffer                                   | 1885 | Elbing                           | 1950  | München              | Schriftsteller, wuchs in Hannover auf, 1911–15 freier Schriftsteller in Hannover |
| Anton Bamberger                                      | 1886 | Mitwitz                          | 1950  | New York City        | Industrieller, ging in Hannover in die Lehre und gründete ein Unternehmen |
| Hugo Bamberger                                       | 1887 | Lichtenfels                      | 1949  | New York City        | Chemiker, Unternehmer, Firmengründer, erwarb in Hannover ein bestehendes Unternehmen und entwickelte dies international |
| Otto Gleichmann                                      | 1887 | Mainz                            | 1963  | Hannover             | Maler des Expressionismus |
| Adolf Grimme                                         | 1889 | Goslar                           | 1963  | Degerndorf am Inn    | Politiker (SPD) |
| Martin Heling                                        | 1889 | Koseeger                         | 1889  | Hannover             | Agraringenieur, ab 1950 Regierungsdirektor und Oberlandstallmeister in Hannover |
| Ernst Jünger                                         | 1895 | Heidelberg                       | 1998  | Riedlingen           | Schriftsteller; verbrachte seine Kindheit zum Teil in Hannover |
| Kurt Schumacher                                      | 1895 | Culm, Westpreußen                | 1952  | Bonn                 | Politiker; baute in Hannover nach dem Zweiten Weltkrieg die SPD wieder auf |
| Werner Kraft                                         | 1896 | Braunschweig                     | 1991  | Jerusalem            | Bibliothekar und Schriftsteller; wuchs in Hannover auf |
| Ernst Thoms                                          | 1896 | Nienburg/Weser                   | 1983  | Wietzen              | Maler der Neuen Sachlichkeit, 1920–43 und 1950–78 in Hannover |
| Johannes Sass                                        | 1897 | Magdeburg                        | 1972  | Hannover             | Maler, seit 1950 in Hannover |
| Theanolte Bähnisch                                   | 1899 | Beuthen                          | 1972  | Hannover             | Juristin, Verwaltungsbeamtin und Politikerin (SPD); seit 1945 in Hannover |
| Wilhelm Hollstein                                    | 1898 | Berlin                           | 1973  | Hannover             | Geologe, seit 1946 im neugegründeten Amt für Bodenforschung in Hannover |
| Gerhard Graubner                                     | 1899 | Dorpat, Estland                  | 1970  | Hannover             | Architekt, 1940–67 Professor an der Technischen Hochschule |
| Grethe Jürgens                                       | 1899 | Holzhausen                       | 1981  | Hannover             | Malerin der Neuen Sachlichkeit, besuchte ab 1919 die Handwerker- und Kunstgewerbeschule Hannover |
| Bernhard Sprengel                                    | 1899 | Warendorf                        | 1985  | Hannover             | Unternehmer (Sprengel-Schokolade), Kunstmäzen (Sprengel-Museum) |
| Wilhelm Hauschild                                    | 1902 | Breslau                          | 1983  | Hannover             | Fotograf; lebte ab 1918 in Hannover |
| Yvonne Georgi                                        | 1903 | Leipzig                          | 1975  | Hannover             | Tänzerin, Choreographin; 1926–31 an den Städtischen Bühnen |
| Gertrud Skrabs                                       | 1903 | Stettin                          | 1983  | Hannover             | Malerin und Illustratorin |
| Kurt Lehmann                                         | 1905 | Koblenz                          | 2000  | Hannover             | Bildhauer; 1949–19 Professor an der Technischen Hochschule |
| Johann Wilhelm Trollmann                             | 1907 | Wilsche                          | 1944  | Wittenberge          | Boxer, Deutscher Meister im Halbschwergewicht, wuchs in Hannover auf, erschlagen im KZ-Außenlager Wittenberge |
| Walter Bruch                                         | 1908 | Neustadt an der Weinstraße       | 1990  | Hannover             | Elektrotechniker, Erfinder des PAL-Farbfernsehsystems bei Telefunken |
| Heinz Erhardt                                        | 1909 | Riga                             | 1979  | Hamburg              | Schauspieler und Dichter; besuchte eine Zeitlang die heutige Tellkampfschule |
| Gerd Lichtenhahn                                     | 1910 | Koblenz                          | 1964  | Hannover             | Architekt |
| Dieter Oesterlen                                     | 1911 | Heidenheim an der Brenz          | 1994  | Hannover             | Architekt und Professor, prägte den Wiederaufbau Hannovers nach dem Zweiten Weltkrieg |
| Paul Arndt                                           | 1913 | Wien                             | 1939  | Celle                | Widerstandskämpfer gegen den Nationalsozialismus, 1934 Leiter des KJVD in Hannover |
| Rudolf Lange                                         | 1914 | Osnabrück                        | 2007  | Hannover             | Journalist und Theaterkritiker |
| Helmut Zimmermann                                    | 1924 | Gerwisch                         | 2013  | ?                    | Stadtgeschichts- und Familienforscher, Autor, 1954–86 Mitarbeiter im Stadtarchiv Hannover |
| Paul Gerhard Jahn                                    | 1925 | Berlin                           | 2004  | Hannover             | Ev. Theologe, Gründungsrektor Evangelische Fachhochschule Hannover |
| Heinz Hennig                                         | 1927 | Burg (bei Magdeburg)             | 2002  | Hannover             | Hochschullehrer, Gründer von Knabenchor Hannover und Mädchenchor Hannover |
| Jürgen Seifert                                       | 1928 | Berlin                           | 2005  | Hannover             | Politologe, seit 1971 Professor an der Universität Hannover |
| Joop Bergsma                                         | 1928 | Rotterdam                        | 2011  | Harsum               | Theologe, Propst an St. Clemens (1986–96) |
| Karl-Heinz Kämmerling                                | 1930 | Dessau                           | 2012  | Hannover             | Professor für Klavier an der Hochschule für Musik und Theater Hannover |
| Hartmut Badenhop                                     | 1930 | Großburgwedel                    | 2025  | Hannover             | Ev. Theologe, Landessuperintendent für den Sprengel Hannover (1982–94) |
| Hanns Adrian                                         | 1931 | Darmstadt                        | 2003  | Hannover             | Architekt und 1975–93 Stadtbaurat von Hannover |
| Hans Werner Dannowski                                | 1933 | Petershagen                      | 2016  | Hannover             | Ev. Theologe und Autor, von 1980–98 Stadtsuperintendent, lebte ab 1974 in Hannover, 1999 Verleihung der Stadtplakette |
| Dietrich Kittner                                     | 1935 | Oels                             | 2013  | Bad Radkersburg      | Kabarettist; lebte von 1961 bis 1991 in Hannover, Gründer des Theaters am Küchengarten |
| Madjid Samii                                         | 1937 | Rascht (Iran)                    |       |                      | Neurochirurg, Gründer des International Neuroscience Institute |
| Joachim Giesel                                       | 1940 | Breslau                          |       |                      | Fotograf und Kurator, seit 1951 in Hannover |
| Timm Ulrichs                                         | 1940 | Berlin                           |       |                      | Künstler, seit 1959 in Hannover |
| Walter Hirche                                        | 1941 | Leipzig                          |       |                      | Politiker (FDP), niedersächsischer Wirtschaftsminister (2003–2009) |
| Katrin Sello                                         | 1941 | Berlin                           | 1992  | Hannover             | Kunsthistorikerin, 1976–1989 Direktorin des Kunstvereins |
| Jon Symon                                            | 1941 | Epsom                            | 2015  | Isle of Wight        | Rockmusiker, Komponist und Musikproduzent, seit Mitte der 1960er Jahre in Hannover |
| Peter Antes                                          | 1942 | Mannheim                         |       |                      | Professor für Religionswissenschaft, seit 1973 in Hannover |
| Hannes Rehm                                          | 1943 | Berlin                           | 2017  | Hannover             | Bankier; von Juli 2004 bis Dezember 2008 Vorstandsvorsitzender der Nord/LB, leitete von Februar 2009 bis 2011 die SoFFin |
| Marion Maerz                                         | 1943 | Flensburg                        |       |                      | Sängerin (Er ist wieder da); wuchs in Hannover auf und wurde ebendort als Sängerin entdeckt |
| Gudrun Schröfel                                      | 1943 | Worms                            |       |                      | Chorleiterin, Dirigentin und Hochschullehrerin |
| Andor Izsák                                          | 1944 | Budapest                         |       |                      | Musiker, Gründer des Europäischen Zentrums für jüdische Musik in Hannover |
| Gerhard Schröder                                     | 1944 | Mossenberg                       |       |                      | Politiker (SPD), niedersächsischer Ministerpräsident (1990–98), Bundeskanzler (1998–2005) |
| Rainer Stiller                                       | 1944 | Bad Reinerz (Schlesien)          |       |                      | Fußballspieler; von 1964 bis 1978 bei Hannover 96 |
| Eckhart von Vietinghoff                              | 1944 | Göttingen                        |       |                      | Jurist, Präsident des Landeskirchenamts der Evangelisch-lutherischen Landeskirche Hannovers (1984 bis 2008), seit 1993 Ehrensenator der MHH |
| Burkhard Guntau                                      | 1948 | Hildesheim                       |       |                      | Jurist, seit 2008 Präsident des Landeskirchenamtes Hannover |
| Rudolf Schenker                                      | 1948 | Hildesheim                       |       |                      | Rockmusiker, Gründer der Band Scorpions – Hannover ist die Heimatstadt der Band – Schenker lebte lange in Hannover, Träger der Stadtplakette |
| Valeri Brainin                                       | 1948 | Nischni Tagil                    |       |                      | Musikfunktionär, Musikpädagoge und Musiktheoretiker, lebt seit 1990 in Hannover |
| Edelgard Bulmahn                                     | 1951 | Petershagen                      |       |                      | Politikerin (SPD); seit 1987 MdB des Wahlkreises Stadt Hannover II |
| Ingrid Spieckermann                                  | 1951 | Nordhorn                         |       |                      | Ev. Theologin; 2000–2016 Landessuperintendentin für den Sprengel Hannover |
| Veit Görner                                          | 1953 | München                          |       |                      | Kurator und Künstler; seit 2003 in Hannover |
| Wolfram Hänel                                        | 1956 | Fulda                            |       |                      | Schriftsteller; lebt seit 1959 überwiegend in Hannover |
| Stephan Weil                                         | 1958 | Hamburg                          |       |                      | Politiker (SPD); lebt seit 1965 in Hannover, heute in Kirchrode, 2006 bis 2013 Oberbürgermeister, seit 2013 Ministerpräsident des Landes Niedersachsen |
| Thomas Quasthoff                                     | 1959 | Hildesheim                       |       |                      | Bassbariton, Professor für Gesang; lebt überwiegend in Hannover |
| Kai Wingenfelder                                     | 1959 | Hamburg                          |       |                      | Musiker, Sänger und Songschreiber der hannoverschen Band Fury in the Slaughterhouse |
| Susanne Mischke                                      | 1960 | Kempten (Allgäu)                 |       |                      | Schriftstellerin und Drehbuchautorin; lebt seit 2002 in Hannover |
| Christof Stein-Schneider                             | 1962 | Lübeck                           |       |                      | Rockmusiker, Gitarrist und Songschreiber der hannoverschen Bands Fury in the Slaughterhouse und Wohnraumhelden, Lebt im Stadtteil Linden |
| Hartmut El Kurdi                                     | 1964 | Amman                            |       |                      | Schriftsteller, Regisseur, Schauspieler, Musiker, lebt seit 2009 in Hannover, u. a. Preisträger des deutschen Kinderhörspielpreises |
| Stefan Schostok                                      | 1964 | Hildesheim                       |       |                      | Politiker (SPD), 2013 bis 2019 Oberbürgermeister von Hannover, 2010 bis 2013 Fraktionsvorsitzender im Niedersächsischen Landtag |
| Hannes Schäfer                                       | 1965 | Göttingen                        |       |                      | Rockmusiker, Bassist der hannoverschen Band Fury in the Slaughterhouse, heute Arzt |
| Thorsten Wingenfelder                                | 1966 | Hamburg                          |       |                      | Musiker, Fotograf, Gitarrist und Songschreiber der hannoverschen Band Fury in the Slaughterhouse |
| Anne Nissen                                          | 1966 | Flensburg                        |       |                      | Künstlerin; seit 1990 in Hannover |
| Mousse T.                                            | 1966 | Hagen                            |       |                      | Musikproduzent; lebt seit 1990 in Hannover |
| Franziska Stünkel                                    | 1973 | Göttingen                        |       |                      | Filmregisseurin, Drehbuchautorin, Produzentin und Fotografin |
| Swantje Michaelsen                                   | 1975 | Mainz                            |       |                      | Politikerin; seit 2012 in Hannover |
| Edin Bajrić                                          | 1980 | Bosanska Dubica                  |       |                      | Künstler; seit 1995 in Hannover |
| Hannes Lambert                                       | 1980 | Dresden                          |       |                      | Sänger, Schauspieler und Sprecher: seit 1994 in Hannover |
| Gintaras Januševičius                                | 1985 | Moskau                           |       |                      | Pianist; seit 2004 in Hannover |
| Nikola Sarić                                         | 1985 | Bajina Bašta                     |       |                      | Künstler; seit 2011 in Hannover |
| Elnaaz Norouzi                                       | 1992 | Teheran                          |       |                      | Model und Schauspielerin, in Hannover aufgewachsen |